# Abu Mansur Wahsudan
Abū Manṣūr Wahsūdān, anche riportato nelle fonti come Vahsūdān (in persiano ابو منصور وهسودان‎) o Wahshūdhān (... – 1059), fu il penultimo emiro rawadide dell'Azarbaijan, rimasto in carica dal 1025 al 1058-1059.
Considerato il sovrano più importante della sua dinastia, con l'assistenza dei suoi vicini curdi riuscì, in un primo momento, a contenere gli attacchi delle tribù migranti turcomanne, ma alla fine fu costretto a riconoscere nel 1054 l'autorità del bey selgiuchide Tughril Beg (al potere dal 1037 al 1063). Gli succedette il figlio Abū Naṣr Mamlān II, attivo al potere dal 1058/1059 al 1070.

## Biografia

### Primi anni
Wahsūdān era figlio dell'Emiro (comandante) rawadide Abū l-Hayjā Mamlān I. La data di nascita di Wahsūdān e le modalità con cui ascese al comando restano avvolte dal mistero. Secondo uno storico armeno dell'XI secolo, Stefano di Taron, Abū l-Hayjā Mamlān I I morì nel 988/989, ma molto probabilmente l'autore fa confusione con un altro Abū l-Hayjā, appartenente alla dinastia sallaride. Lo storico ottomano Münejjim Bashi (morto nel 1702), che si basò sull'ormai perduto Taʾrīkh al-Bāb wa l-Abwāb del XII secolo, riferisce che Abū l-Hayjā Mamlān I morì nel 1001. Tuttavia, le monete emesse con l'iscrizione Muḥammad ibn Ḥusayn Rawād (un altro nome di Abū l-Hayjā Mamlān I) fecero la loro comparsa nel 1002, 1009 e 1014, circostanza la quale indica che egli regnò più a lungo di quanto riportato. Un'altra teoria plausibile è che un altro sovrano con lo stesso nome abbia coniato il denaro. Münejjim Bashi riferisce inoltre che ad Abū l-Hayjā Mamlān I succedette il figlio Abū Naṣr Ḥusayn II, rimasto al comando fino alla morte nel 1025. Ciò contraddice anche i ritrovamenti di monete, con una coniata a nome di Wahsūdān nel 1016 che suggerisce come egli divenne sovrano tra il 1014 e il 1016. Lo storico moderno Andrew Peacock ipotizza che i domini dei Rawadidi finirono divisi tra Wahsūdān e Abū Naṣr Ḥusayn II o che il regno di quest'ultimo si rivelò effimero. Aggiunge inoltre che Wahsūdān potrebbe anche essere succeduto direttamente al padre.

### Regno

L'Azerbaigian iraniano e i le regioni circostanti durante il rinascimento persiano

A differenza degli altri Emiri rawadidi, i cui mandati risultano abbastanza ardui da ricostruire, il regno di Wahsūdān è quello meglio documentato, grazie alla conservazione dei sessanta panegirici in stile qaṣīda (una forma di componimento poetico) realizzati dal poeta persiano Qatran Tabrizi (1009 o 1014-dopo il 1088). Tuttavia, i dettagli relativi ai primi anni del suo dominio restano tuttora quasi sconosciuti. In una data imprecisata, Wahsūdān inviò una grande forza guidata dal figlio Abū Naṣr Mamlān II, che era accompagnato da Qatran, contro gli Ispāhbadh di Mughan, un principato che si sviluppava nei dintorni di Astara. Quest'ultimo fu sconfitto e costretto a riconoscere l'autorità dei Rawadidi. Abū Naṣr Mamlān costruì successivamente una fortezza nella città di Ardabil.
Fu durante il regno di Wahsūdān che l'Azarbaijan iraniano subì le incursioni delle tribù migranti dei turcomanni, noti come ʿIrāqiyya (iracheni). Antichi seguaci del comandante selgiuchide Arslān Isrāʾīl, i Ghaznavidi li avevano scacciati dalla regione iraniana orientale del Khorasan, mentre il loro capo era stato imprigionato e morì nel 1034 circa. Il primo gruppo di ʿIrāqiyya raggiunse l'Azerbaigian nel 1029 circa, con quasi 2.000 tende. Essi furono ben accolti da Wahsūdān, che strinse con loro un'alleanza matrimoniale nella speranza di impiegarli contro i suoi rivali, inclusi gli armeni. Wahsūdān ebbe invece un rapporto difficile con il figlio di sua sorella Abu l-Hayjā ibn Rabib al-Dawla, che era il capo della tribù degli Hadhabānī, nonché il sovrano di Urmia e della fortezza di Barkari. Nel 1033 o 1034, l'Impero bizantino espugnò la fortezza su richiesta di Wahsūdān. Il califfato abbaside, guidato da al-Qa'im, al potere dal 1031 al 1075, convinse i Rawadidi a riunirsi e a riconquistare Barkari; essi la rioccuparono brevemente prima di perderla definitivamente in favore dei romei. Nel 1037/1038, una seconda e decisamente maggiore ondata di ʿIrāqiyya guidata dai capi Buqa, Goktash, Mansur e Dana raggiunse le terre dell'Azerbaigian. Gli Irāqiyya iniziarono presto a imperversare con numerosi saccheggi nel paese, prendendo di mira la città di Maragheh nel 1039.
Nella speranza di scacciare gli invasori, Wahsūdān e Abū l-Hayjā ibn Rabīb al-Dawla sconfissero gli Iraqiyya, che si dispersero in diversi gruppi recatisi rispettivamente a Rey, Isfahan e Hamadan. Tuttavia, gli Iraqiyya continuarono a rappresentare una minaccia per i Rawadidi, dato che Wahsūdān li invitò a un banchetto dove li massacrò a tradimento e fece arrestare quaranta dei loro capi nel 1040/1441. A seguito di questo evento, la maggior parte degli Iraqiyya si ritirò nella regione di Hakkari, collocata a sud del lago di Van. Nel 1041/1042, un altro gruppo di Iraqiyya raggiunse l'Azarbaigian da Rey, dove era fuggito per sfuggire al comandante selgiuchide İbrahim Yinal. Essi fronteggiarono Abū Manṣūr Wahsūdān in una serie di battaglie, tra cui una avvenuta nei pressi di Sarab dove subirono una cocente sconfitta. Alla fine, anche grazie al supporto di guerrieri curdi, gli uomini di Wahsūdān allontanarono gli aggressori in maniera definitiva.
L'espulsione degli ʿIrāqiyya dall'Azerbaigian diede a Wahsūdān l'opportunità di migliorare le sue relazioni con i vicini Shaddadidi, poiché si recò personalmente nella loro capitale Ganja e visitò il sovrano locale Abū l-Ḥasan Lashkarī (r. 1034-1049). Nel 1042/1043, un terremoto devastò gran parte della capitale di Tabriz, compresi i mercati, la cittadella, le mura, le case, e gran parte del palazzo dei Rawadidi. Il poeta persiano Naser-e Khosrow, il quale visitò la città quattro anni dopo, testimonia la morte 40.000 abitanti, affermando altresì che ciononostante il luogo continuò a prosperare. Lo storico vissuto in epoca successiva ʿAlī ibn al-Athīr (morto nel 1232/1233) parla di 50.000 vittime. Wahsūdān sopravvisse all'incidente esclusivamente perché si trovava in un giardino, probabilmente fuori città. Nel 1044, circa 5.000 ʿIrāqiyya arrivarono in Mesopotamia transitando dall'Azerbaigian, dove si impadronirono dell'importante agglomerato di Khoy. Tra il 1048 e il 1049, l'area intorno a Tabriz venne devastata dal capo turcomanno Ḥasan, forse nipote del sovrano selgiuchide Tughril Beg (r. 1037-1063). Nel 1054, Wahsūdān fu costretto a sottomettersi a Tughril Beg, recatosi personalmente a Tabriz; il nome di Tughril Beg finì inserito nella khutba (allocuzione tenuta nella preghiera del venerdì), mentre un figlio di Wahsūdān, forse Abū l-Hayjā Manuchihr, andò inviato come ostaggio selgiuchide nel Khorasan.
In campo culturale, come dimostra il patrocinio fornito da Wahsūdān e da Mamlān II a Qatran, i Rawadidi confermarono la tendenza nel dimostrarsi, a più riprese, promotori della cultura persiana.
Le circostanze del passaggio del testimone tra Wahsūdān e suo figlio Abū Naṣr Mamlān rimangono incerte. Secondo Münejjim Bashi, Wahsūdān morì nel 1059, ma Ibn al-Athīr riporta che Abū Naṣr Mamlān fu riconosciuto da Tughril Beg  sovrano dell'Azerbaigian nel 1058/1059. Wahsūdān ebbe anche un terzo figlio di nome Abū l-Qāsim Ibrāhīm, ma non si conosce nessuna informazione su di lui.